# Quintette avec clarinette de Mozart
Quintette Stadler
Le Quintette avec clarinette en la majeur K. 581, ou Quintette Stadler, est une œuvre de Wolfgang Amadeus Mozart, achevée à Vienne le 29 septembre 1789. Cette pièce fait partie des œuvres majeures du répertoire de la clarinette.

## Histoire de l'œuvre

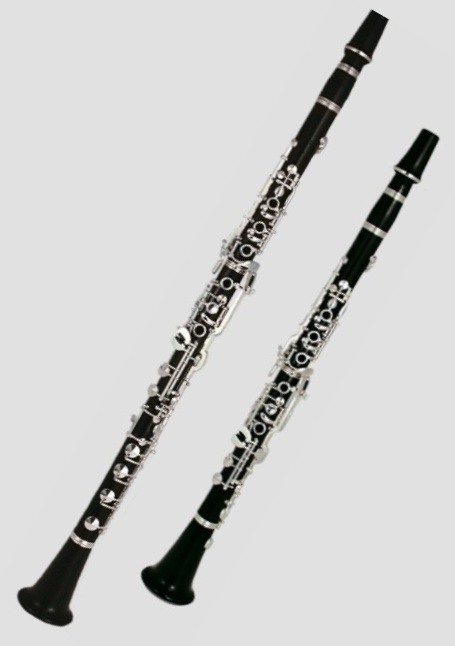
Différence de taille entre la clarinette de basset et la clarinette soprano

Cette année est particulièrement difficile pour le musicien sur le plan des finances, du succès et de l'inspiration. En témoigne le nombre réduit de nouvelles partitions de Mozart, même s'il reçoit de l'empereur la commande d'un nouvel opéra, son Così fan tutte.
La clarinette était alors un instrument relativement neuf, inventé il y a moins d'un siècle par Johann Christoph Denner. Mozart semble la découvrir en 1771, date de son premier divertimento pour cet instrument, et l'emploiera à de nombreuses reprises dans ses œuvres symphoniques (Concerto pour clarinette, etc.), mais aussi dans sa musique de chambre, dont son fameux « Trio des quilles » et le quintette dont il est question ici. Ce dernier inaugure ainsi le répertoire pour clarinette et quatuor à cordes, ouvrant la voie notamment à Carl Maria von Weber et Johannes Brahms (Quintette pour clarinette et cordes). Cela reste cependant la seule pièce de Mozart pour cette formation.
La pièce a été dédiée à Anton Stadler, clarinettiste et frère maçon, qui jouait sur un instrument unique dont le registre s'étendait vers le grave et qui a revendiqué l'invention de la « clarinette de basset » après la mort de son facteur Theodor Lotz. L'étude de la partition montre que le quintette avait été à la base écrit pour cet instrument.
L'œuvre a été créée le 22 décembre 1789 (sûrement pour la première fois) avec Stadler à la clarinette et Mozart à l'alto lors de l'une des quatre représentations annuelles de la Tonkünstler-Societät à Vienne, une organisation qui avait pour but de financer les pensions des veuves et des orphelins de musiciens. L'œuvre principale au programme était une cantate, Il natale d'Apollo, de Vincenzo Righini ; l'œuvre de Mozart a été jouée entre les deux moitiés de cette œuvre. La partie de clarinette solo a été jouée par Anton Stadler, la partie de premier violon par Joseph Zistler (1744-1794). Mozart et Stadler ont rejoué le quintette le 9 avril 1790 à la résidence viennoise du comte Johann Karl Hadik, conseiller à l'Échiquier hongrois et peintre amateur de talent, et le compositeur l'a alors appelé Quintette Stadler.

« Composé en 1789, parallèlement à Cosi fan tutte, opéra dans lequel la clarinette apparaît chaque fois que s’exprime la tendresse véritable (par exemple dans le duo Oh guarda sorella) au milieu du jeu souvent cruel des sentiments contradictoires, le quintette K 581 est dit «quintette Stadler», du nom de son dédicataire et créateur, le clarinettiste Anton Stadler (1753-1812), frère de Mozart en maçonnerie.
1789 est une année très difficile pour Mozart. Son succès à Vienne est en berne, il perd un enfant, il est en proie à des difficultés financières. Pourtant, le compositeur choisit la tonalité lumineuse de la majeur pour exprimer une gravité, une profondeur traversée par des éclats de joie comme un sourire à travers des larmes. Les sonorités chaudes et sensuelles de la clarinette semblent ici incarner une tendresse qui va au-delà de la fraternité, comme une aspiration à un amour universel et absolu qui s’achève dans l’allégresse.
Là où Cosi fan tutte – sans doute sa plus grande mais aussi sa plus difficile réussite dramatique – met en pièce la pureté des sentiments, le quintette, comme une contrepartie nécessaire pour Mozart, réaffirme la nécessité absolue de l’amour. »

— Isabelle Burkhalter, 
Mozart V: l’amour de la clarinette (note de programme), 30 octobre 2014
Aujourd'hui, les autographes de Mozart ayant été perdus, cette pièce et le concerto K. 622 sont généralement joués d'après les versions imprimées et adaptées pour clarinette soprano normale (c'est-à-dire sans extension au do grave) du début du XIXe siècle.

## Déroulement
L'œuvre comporte 4 mouvements, et une exécution typique dure environ 35 minutes :
1. Allegro, en la majeur, à , 197 mesures, sections répétées 2 fois (mesures 1 à 79, mesures 80 à 197) - partition. Ce mouvement présente la forme typique d'un mouvement de forme sonate avec exposition, développement et réexposition.
2. Larghetto, en ré majeur, à 
, 85 mesures - partition
3. Menuetto — Trio I — Trio II, en la majeur (Trio I en la mineur), à 
, 31 + 41 + 51 mesures - partition. Ici aussi, les différentes sections sont répétées.
4. Allegretto con variazioni, en la majeur (variation III en la mineur), à , 16 + 16 + 16 + 16 + 20 + 21 + 36 mesures - partition. L'exposé du thème de 16 mesures est suivi de quatre variations de trois fois 16 et d'une fois 20 mesures. Ensuite, deux petits mouvements en principe indépendants se succèdent : un adagio de 21 mesures et un allegro de 36 mesures. Ici aussi, les différentes sections sont répétées.

Introduction de l'Allegro:
La lecture audio n'est pas prise en charge dans votre navigateur. Vous pouvez télécharger le fichier audio.
Première reprise de l'Allegretto con variazioni:
La lecture audio n'est pas prise en charge dans votre navigateur. Vous pouvez télécharger le fichier audio.

## Analyse
Une grande partie de l'œuvre dégage une impression de calme et de sérénité. Elle se caractérise en même temps par des transitions brusques entre passages sereins et mélancoliques, mais aussi entre passages sublimes et populaires, ainsi que par des harmonies et des dissonances. Du point de vue de l'interprétation, elle pose des défis extraordinaires aux musiciens, en particulier au clarinettiste. « C'est à vrai dire [sic] une pièce parfaitement sereine, d'une beauté que l'on ne peut pas du tout saisir, que l'on peut aussi difficilement produire en tant qu'interprète dans la mesure où l'on doit jouer inconsciemment et consciemment... »
Il existe un certain nombre de similitudes entre ce quintette et le Concerto pour clarinette K. 622 de Mozart. Les deux sont dans la tonalité de la majeur et ont été écrits pour le même soliste, Anton Stadler. Le concerto pour clarinette a été commencé dans une version antérieure pour cor de basset. En outre, le premier thème du premier mouvement de chaque pièce commence par une tierce mineure descendante. Les deux seconds mouvements sont dans la même tonalité (ré majeur) et ont des caractères et de nombreuses phrases similaires, bien qu'ils aient des marques de tempo différentes. Il y a une citation directe de deux mesures dans le deuxième mouvement du Quintette de la ligne de clarinette dans le deuxième mouvement du Concerto.
Alfred Einstein note que si la clarinette « prédomine en tant que primus inter pares » (premier parmi les égaux), il s'agit néanmoins d'une « œuvre de musique de chambre de la plus haute qualité » et les rôles sont distribués plus équitablement qu'ils ne le seraient dans un quintette plus concertant pour vents et cordes.

### 1er mouvement: Allegro
Le mouvement commence par un thème calme aux cordes, auquel la clarinette répond par des arabesques rapides, phrasées de manière inégale : six mesures pour les cordes et seulement deux pour la clarinette. Dans la réexposition, en revanche, la clarinette reprend le thème latéral du premier violon, exposé en pizzicato, dans une coloration mineure romantique. Dans le développement, Mozart fait ressortir tous les instruments en tant que solistes, tandis que dans la réexposition, il arbitre avec génie entre l'exigence concertante de la clarinette et le travail ajouré du quatuor à cordes.
À la suite du premier thème, la clarinette et le violoncelle séquencent dans une pensée secondaire (Arnold Schönberg) une chaîne d'appoggiatures, d'où une impulsion puissante conduit à la fin au thème latéral.

### 2ème mouvement: Larghetto
Dans les 20 premières mesures, la clarinette interprète, avec un accompagnement discret des cordes, l'une des mélodies les plus intimes que nous connaissions de Mozart. On pourrait appeler « beau à pleurer » le passage où, après un développement dont les trente-deux notes montent finalement en figures de gammes, le quatuor se tait soudain à la mesure 49, donnant au clarinettiste l'occasion d'une courte cadence qu'il ramène à la fin, pianissimo et dolce, à la mélodie initiale. Lorsque Mozart écrivit deux ans plus tard le Concerto pour clarinette et orchestre, il ne se sentait manifestement pas en mesure d'écrire un deuxième mouvement génial et reprit donc le larghetto sous forme d'adagio avec de légères modifications dans le concerto.
Les séquences qui sont (ou peuvent être) considérées comme particulièrement « belles » existent également dans les autres mouvements. Arnold Schönberg, qui s'est penché sur l'œuvre tout comme Richard Strauss, parle de « beautés sous-cutanées », c'est-à-dire celles qui vont sous la peau ou encore celles qui se trouvent sous la surface.

### 3ème mouvement: Menuet avec trio
Le menuet est une structure incroyablement gaie et aérienne, au contrepoint subtil. Le Trio I, écrit en mineur et dominé par une ambiance mélancolique, se révèle être un pur quatuor à cordes - avec des dissonances extrêmes et des techniques artistiques cachées, tandis que le Trio II, toujours en majeur, fait jouer à la clarinette un Ländler.

### 4ème mouvement: Allegretto con Variazioni
Le thème à varier s'inscrit dans le rythme de danse d'une gavotte et rappelle les mélodies de Pagageno de la Flûte enchantée, créées plus tard. Comme dans le premier mouvement, Mozart fait ressortir chaque instrument par un solo et veille ainsi à un bon équilibre entre la clarinette et les cordes et à un jeu commun qui réjouit tous les instrumentistes. « Le point culminant du mouvement est l'adagiovaration, un chant largement exécuté à la fin duquel le temps semble s'arrêter pour quelques accords merveilleux, avant que la dernière variation ne se transforme en un coup de balai entraînant. »

## Fragments de quintette avec clarinette
Il subsiste un certain nombre d'œuvres prévues pour Anton Stadler que Mozart n'a pas terminées : deux fragments datant de 1787 pour clarinette et quatuor à cordes (K. 516c/Anh. 91 et K. 516d) ; un fragment de quintette en fa majeur (1789 ?) pour clarinette, cor de basset (dont Johann Stadler, le frère cadet d'Anton, était un expert), violon, alto et violoncelle (K. 580b/Anh. 90), qui précédait immédiatement le Quintette ; et un mouvement (K. 581a) initialement prévu comme finale du Quintette mais retravaillé comme l'air de Ferrando Ah, lo veggio dans l'opéra Così fan tutte.

### Fragment d'un second quintette avec clarinette K. 516c
Il existe un fragment de partition pour un second quintette avec clarinette en si bémol majeur (peut-être écrit en premier), dont il subsiste une exposition complète. Il est possible que Mozart ait achevé le mouvement, car la partition se poursuit dans la section du développement sur la dernière page qui subsiste. Il est peu probable que ce fragment soit une esquisse, car il ne porte pas de marques de correction. (Toutefois, Mozart a réutilisé de nombreuses idées thématiques du fragment, dans le même ordre, dans le premier mouvement de son Quatuor à cordes K. 589.) Néanmoins, le quintette K. 581 en la majeur est la seule œuvre complète de Mozart pour quintette avec clarinette qui nous soit parvenue.

### Fragment d'un rondo enlamajeur K. 581a
Le fragment du rondo du quintette en la majeur, K. 581a/Anhang 88, pour clarinette de basset en la et quatuor à cordes pourrait avoir été conçu à l'origine comme le quatrième mouvement de la KV 581. Ce fragment de 111 mesures, faiblement noté, partage le thème d'ouverture de l'aria no 24 de Ferrando dans l'opéra Così fan tutte. Plusieurs musiciens l'ont complété, notamment Otto Bach (de) (1870), Robert Levin (2012) et Craig Hill (2022).

## Culture populaire
- Cette pièce fait partie de la musique du film M*A*S*H de Robert Altman en 1970.
- Cette pièce fait partie de la musique du film Le Bonheur d'Agnès Varda en 1965

## Enregistrements (sélection)
Parmi les nombreux enregistrements de cette pièce, on notera :
- Eduard Brunner, Quatuor Hagen, DG (1987)

- Pierre Génisson, Quartet 212, Aparté (2016)

- Richard Stoltzman, Quatuor de Tokyo, RCA (1991)